# Église Saint-Pierre-et-Saint-Paul de Bignan
L'église Saint-Pierre-et-Saint-Paul est une église catholique située à Bignan, dans le Morbihan (France). Elle est dédiée aux apôtres Pierre et Paul,.

## Localisation
L'église est sise place de la Chouannerie, au centre du bourg de Bignan (département français du Morbihan).

## Historique
L'édifice est construit, à la fin du XVIIIe siècle, à l'emplacement d'une église romane ruinée. À l'initiative du recteur de l'époque, Pierre Nourry, et suivant ses plans, la construction d'une nouvelle église est débutée en 1787.
La première pierre est posée le 19 août 1787,. Interrompus durant la Révolution française et l'exil de l'abbé Nourry, réfractaire, les travaux reprennent en 1801. Pierre Nourry y est enterré à sa mort en 1804. De nouvelles cloches sont fondues pour l'église et réceptionnées en 1807. Le clocher est construit entre 1824 et 1857.
L'église — avec la sacristie, le mobilier qui y est intégré et le placître — est inscrite au titre des monuments historiques par arrêté du 23 février 2016.

## Architecture et intérieur
L'église est bâtie en pierres de taille, selon le style classique, et un plan en croix latine. La tour-clocher, à qui il manque la flèche est construite à l'est, côté narthex. Des piliers carrés séparent la nef des bas-côtés.
Le maître-autel, qui date du XVIIIe siècle, supporte un christ en croix entouré des statues de saint Joseph et saint Jean-Baptiste, un ange étant suspendu au-dessus. Le baldaquin d'origine surplombe encore cet autel. Un vitrail, daté de 1625, représente l'interrogatoire d'Yves Nicolazic par l'évêque de Vannes Sébastien de Rosmadec cette même année.